# مشمع (قماش)
المُشمَّع هو قماش مقاوم للماء يستخدم في صناعة الملابس التي يرتديها البحارة وغيرهم في المناطق الرطبة عادة.